# La Font Sobirana
La Font Sobirana és una partida rural del terme municipal de Conca de Dalt, a l'antic terme de Toralla i Serradell, al Pallars Jussà, en territori del poble de Torallola.
Està situat al nord-oest de Torallola, a la capçalera del barranc de Santa Cecília. És a llevant de los Tarters de Tuixà i a ponent de los Amanits.